# The Strangers: Prey at Night
The Strangers: Prey at Night è un film del 2018 diretto da Johannes Roberts.
La pellicola è il sequel del film del 2008 The Strangers e secondo titolo dell'omonima serie di film.

## Trama
Una tipica famiglia statunitense, composta da Cindy, Mike e i due figli Kinsey e Luke si trova ad affrontare un momento difficile a causa soprattutto del rapporto di conflitto che c'è tra l'adolescente ribelle Kinsey e i due genitori. La famiglia, per riappacificare gli animi, decide di trascorrere alcuni giorni in un isolato campo di case prefabbricate di proprietà degli zii. Arrivati sul posto è già scesa la notte e nel buio più totale non trovano anima viva sia per strada che nelle case. Dopo aver attraversato un lungo vialetto arrivano fino all'ufficio di collocamento dove prendono le chiavi della loro casa. Una volta dentro Mike propone di giocare a carte tutti insieme invitando i due figli a lasciar stare i loro cellulari per un po'. Luke accetta mentre Kinsey arrabbiata e stressata decide di uscire per prendere una boccata d'aria. Pregato dalla madre, Luke le corre dietro per parlarle da fratello. Dopo che Kinsey si è calmata, i due tornando indietro incontrano il caravan degli zii e vedendo la porta d'ingresso aperta decidono di entrare. Quello che vedono è raccapricciante: gli zii sono stati torturati, uccisi e poi legati insieme sul letto. Terrorizzati i due figli scappano dai genitori che nel frattempo stavano venendo incontro loro. Dopo aver raccontato quello che hanno visto Kinsey viene portata in casa dalla madre Cindy mentre il padre Mike, curioso di vedere e verificare, viene accompagnato da Luke per vedere di persona. Vogliono subito chiamare la polizia ma tutti i loro cellulari sono stati rotti. E qui inizia l'incubo. Per il villaggio si aggirano tre sconosciuti mascherati con l'intenzione di uccidere tutta la famiglia. Una ragazza mascherata uccide subito, usando un coltello, la madre, Cindy con due colpi al rene destro. Kinsey, dopo aver assistito alla scena, riesce a scappare dalla finestra del soffitto. Nel frattempo Mike e il figlio sono tornati dal caravan degli zii e anche loro vengono a sapere della tremenda morte della donna. Così i due montano in macchina per trovare Kinsey e scappare. Ma ecco subito spuntare un uomo mascherato sul ciglio della strada e lanciare qualcosa sul parabrezza per far sbandare la macchina. Mike rimane ferito e ordina al figlio di scappare e, rimasto solo, viene ucciso con un cacciavite conficcatogli in gola. E qui inizia la disperata ricerca di salvezza dei due figli. Kinsey nel frattempo si rifugia in un caravan ma viene sorpresa da una dei killer travestiti che tenta di ucciderla ferendola gravemente. Interviene in tempo Luke con la pistola, senza però sferrare alcun colpo. I due scappano in un ulteriore caravan dove, mentre Luke medica la ferita della sorella, il killer spaventapasseri tenta di ucciderli entrando frontalmente con la macchina nel caravan. Salvandosi anche questa volta, Luke decide di fare nascondere la sorella e andare all'ufficio per cercare di chiamare il 911 ma lì, ad aspettarlo, ci sono una seconda ragazza mascherata e l'uomo. Luke, scappato sul retro dove si trova la piscina, viene inseguito dalla ragazza, che però stende immediatamente grazie a un colpo alla testa con una mazza da golf. Ma non basta per ucciderla e così è obbligato a prenderle il coltello di mano e sferrare molteplici colpi al petto. Ma non è finita lì perché con lei c'è anche l'uomo che con un'ascia cerca di colpire Luke. Dopo svariati tentativi andati a vuoto, i due finiscono in acqua dove l'uomo con la maschera riesce a rubargli il coltello e colpirlo a un rene. Luke comincia a perdere molto sangue e l'uomo così se ne va ma per la fortuna del ragazzo c'è la sorella che lo aiuta a uscire dalla piscina. Da lì in poi sarà solo lei, Kinsey, a fare tutto il lavoro. Scappata in cerca di aiuto viene sorpresa da un agente in servizio che le viene subito in soccorso. A causa dell'ingenuità di quest'ultimo egli viene fatto fuori con un taglio alla gola dalla prima ragazza mascherata. Ora Kinsey e la ragazza sono di nuovo faccia a faccia e lei prova scappare con la macchina ma non c'è la chiave. In seguito Kinsey viene aggredita e ferita dal coltello ma per fortuna sua riesce a prendere un fucile da caccia (dalla macchina dell'agente) e sparare uccidendo la ragazza mascherata. Trovata la chiave cerca di accendere la macchina per scappare. Ma viene sorpresa dall'ultimo sopravvissuto della banda dei mascherati. L'uomo, in macchina, sbanda appositamente più volte contro quella dell'agente. Kinsey, nel frattempo uscita, vede liquido di benzina fuoriuscire dalle due auto e così tira fuori un accendino dalla tasca e causa un'esplosione ma incredibilmente l'uomo, nonostante le ferite gravi, è cosciente e vivo; così continua ad inseguirla. Kinsey attraversa il ponte che porta al villaggio e subentra sulla statale dove incontra un pick-up con a bordo una signora e suo figlio. La signora si ferma per fornirle soccorso quando all'improvviso si spaventa e ritorna in macchina perché alle sue spalle ha visto l'uomo con l'ascia in mano. Per fortuna Kinsey riesce a saltare nel bagagliaio e mentre la signora sta partendo si aggrappa anche l'uomo, il quale nonostante le ustioni e le ferite non si arrende a uccidere la ragazza. Kinsey, cercando di salvarsi, trova una mazza da baseball nel bagagliaio e colpisce l'uomo alla testa. Dopo questo ennesimo atto di voglia di sopravvivere la ragazza si salva insieme alla signora e suo figlio. Il film si conclude con Luke in ospedale e accanto a lui la sorella Kinsey. Lei sta bevendo un bicchiere d'acqua quando qualcuno bussa, e lei traumatizzata dall'evento rovescia per terra il bicchiere.

## Produzione
Già nell'agosto 2008, dopo l'uscita del primo capitolo, viene confermato il progetto di un sequel dalla casa di produzione Rogue Pictures. Inizialmente il film si sarebbe dovuto intitolare The Strangers: Part 2 e avrebbe dovuto essere diretto dal francese Laurent Briet.
Le riprese sono iniziate nel giugno 2017 a Covington e sono terminate il 10 luglio seguente per la regia di Johannes Roberts.

## Promozione
Il primo trailer del film viene diffuso il 16 novembre 2017, mentre la versione italiana viene diffusa il 9 gennaio 2018.

## Distribuzione
La pellicola è stata distribuita nelle sale cinematografiche statunitensi a partire dal 9 marzo 2018, mentre nelle sale italiane l'uscita è fissata per il 31 maggio dello stesso anno.

## Accoglienza

### Critica
Sull'aggregatore Rotten Tomatoes il film riceve il 39% delle recensioni professionali positive su 122 critiche, mentre su Metacritic ottiene un punteggio di 48 su 100 basato su 25 critiche.